# Cratomorphini
Cratomorphini là một tông bọ cánh cứng còn tranh cãi trong phân họ Lampyrinae. Các chi được xếp vào đây thường chứa các loài có kích thước lớn của họ Đom đóm. Ấu trùng của một số loài ăn ốc trên cây..

## Các chi chọc lọc
- Aspisoma Laporte, 1833 (might belong in Lampyrini)
- Cratomorphus
- Micronaspis Green, 1948
- Pyractomena LeConte, 1845